# Cansei de Ser Sexy (álbum)
Cansei de Ser Sexy es el primer álbum de larga duración de la banda brasileña de indie rock CSS. Fue lanzado el 9 de octubre de 2005 por Trama en Brasil, donde supuestamente vendió 5.000 copias y no llegó a las listas. Fue lanzado en los Estados Unidos el 11 de julio de 2006 en el sello Sub Pop y en el Reino Unido el 22 de enero de 2007 por Sire Records. Una versión de edición limitada del álbum incluía un CD-R. El propósito de esto era que el comprador pudiera grabar una copia del álbum en el CD-R para regalárselo a otra persona.
La canción "Alala" y el vídeo de "Let's Make Love and Listen to Death from Above" se incluyeron precargados en el reproductor multimedia Zune, lanzado en noviembre de 2006. Los sencillos "Alala", "Off the Hook" y "Let's Make Love and Listen to Death from Above", todos figuran en la lista de sencillos del Reino Unido, y el último de los tres alcanza el top 40.

## Recepción
El álbum recibió críticas principalmente positivas—apareció en la lista de Uncut de los 50 mejores discos de 2006 en el número dieciocho, en la lista de NME de los 50 mejores discos de 2006 en el número cinco y en la lista de Q de los 100 mejores discos de 2006 en el número ochenta y nueve. El álbum ganó el premio PLUG Independent Music Award 2007 al Mejor Álbum Punk.

## Listado de canciones
Todas las canciones escritas y compuestas por Adriano Cintra y Lovefoxxx, excepto donde se indique. 
| Listado de canciones de la versión original de Cansei de Ser Sexy |                                                  |          |  |
| N.º                                                               | Título                                           | Duración |  |
| 1.                                                                | «Fuckoff Is Not the Only Thing You Have to Show» | 4:02     |  |
| 2.                                                                | «Alala» (Cintra, Carolina Parra, Lovefoxxx)      | 3:58     |  |
| 3.                                                                | «Let's Make Love and Listen to Death from Above» | 3:31     |  |
| 4.                                                                | «Meeting Paris Hilton»                           | 3:11     |  |
| 5.                                                                | «Alcohol»                                        | 2:49     |  |
| 6.                                                                | «Bezzi» (Cintra, Luiza Sá, Lovefoxxx)            | 3:04     |  |
| 7.                                                                | «Off the Hook» (Cintra)                          | 2:40     |  |
| 8.                                                                | «Art Bitch»                                      | 3:09     |  |
| 9.                                                                | «Acho Um Pouco Bom» (Cintra)                     | 2:58     |  |
| 10.                                                               | «Computer Heat»                                  | 5:03     |  |
| 11.                                                               | «Music Is My Hot Hot Sex»                        | 3:07     |  |
| 12.                                                               | «This Month, Day 10»                             | 3:57     |  |
| 13.                                                               | «Superafim» (Cintra, Carlos Dias, Clara Ribeiro) | 3:43     |  |
| 14.                                                               | «Poney Honey Money»                              | 2:38     |  |
| 47:50                                                             |                                                  |          |  |

### Versión internacional
La versión internacional excluyó cinco pistas de la versión brasileña (dos de las cuales aparecieron como pistas extra en la edición del álbum en iTunes de EE. UU.), e incluyó dos pistas del EP CSS Suxxx, lanzado en Brasil.

Todas las canciones escritas y compuestas por Adriano Cintra y Lovefoxxx, excepto donde se indique. 
| Listado de canciones de la versión internacional de Cansei de Ser Sexy |                                                  |          |  |
| N.º                                                                    | Título                                           | Duración |  |
| 1.                                                                     | «CSS Suxxx»                                      | 1:56     |  |
| 2.                                                                     | «Patins» (Cintra, Sá, Lovefoxxx)                 | 2:18     |  |
| 3.                                                                     | «Alala» (Cintra, Parra, Lovefoxxx)               | 3:58     |  |
| 4.                                                                     | «Let's Make Love and Listen to Death from Above» | 3:31     |  |
| 5.                                                                     | «Art Bitch»                                      | 3:09     |  |
| 6.                                                                     | «Fuckoff Is Not the Only Thing You Have to Show» | 4:02     |  |
| 7.                                                                     | «Meeting Paris Hilton»                           | 3:11     |  |
| 8.                                                                     | «Off the Hook» (Cintra)                          | 2:40     |  |
| 9.                                                                     | «Alcohol»                                        | 2:49     |  |
| 10.                                                                    | «Music Is My Hot Hot Sex»                        | 3:07     |  |
| 11.                                                                    | «This Month, Day 10»                             | 3:57     |  |
| 34:38                                                                  |                                                  |          |  |

| Pistas extras de iTunes de EE. UU. |                                 |          |  |
| N.º                                | Título                          | Duración |  |
| 12.                                | «Bezzi» (Cintra, Sá, Lovefoxxx) | 3:06     |  |
| 13.                                | «Poney Honey Money»             | 2:38     |  |

## Personal
Créditos de la versión internacional de Cansei de Ser Sexy.
|  | CSS - Adriano Cintra – batería (1–4, 6–9, 11); guitarra (2, 5, 6, 10, 11); voz principal (2, 9); teclados (3); bajo (4, 11); coros (5); harmónica (9); mezclado, productor (all tracks) - Lovefoxxx – voz principal (all tracks); coros (4, 6); artwork, fotografía - Carolina Parra – guitarra (1–4, 6–9, 11); batería (5, 10), teclados (3); mezclado (all tracks) - Ana Rezende – guitarra (2–5, 7–9, 11) - Clara Ribeiro – coros (1, 3, 5, 7, 8, 10, 11) - Luiza Sá – guitarra (1, 3, 6–8, 10) - Iracema Trevisan – bajo (1–3, 5–10) - Maria Helena Zerba – teclados (1, 5) | Personal adicional - João Marcello Bôscoli – productor ejecutivo - Emanuela Carvalho – dirección de la imagen - Ricardo Garcia – mastering - Clayton Martin – ingeniero de tambor - Sabrina Roistacher – coordinadora de imagen - Rodrigo Sanches – mezclado - Eduarda de Souza – fotografía - André Szajman – productor ejecutivo - Cláudio Szajman – productor ejecutivo - Tatiana Zanini – coordinadora de imagen |

## Tablas
| Tablas (2007)                              | Posición más alta |
| ------------------------------------------ | ----------------- |
| UK Albums (OCC)                            | 69                |
| US Top Dance/Electronic Albums (Billboard) | 9                 |